# 西尾光男
西尾 光男（にしお みつお、1980年 - ）は、日本の編集技師。京都府出身。日本映画・テレビ編集協会（J.S.E.）所属。

## 来歴
2001年、日活芸術学院卒業。株式会社IMAGICAディオ入社（現・IMAGICAエンタテインメントメディアサービス）。2023年、フリーランス。

## フィルモグラフィー

### 映画
- 鈍獣（細野ひで晃 監督/2009年）※編集補
- 星の国から孫ふたり（槙坪夛鶴子 監督/2009年）
- 罪と罰（高田拓土彦 監督/2010年）
- セイジ ー陸の魚ー（伊勢谷友介 監督/2012年）
- 少女の夢 ～いのちつないで～（光永憲之、中平悠里 監督/2012年）
- I am ICHIHASHI 逮捕されるまで（ディーン・フジオカ 監督/2013年）
- シャニダールの花（石井岳龍 監督/2013年）
- おしん（冨樫森 監督/2013年）
- 荻原郁三、六十三才。（長谷部守彦 監督/2014年）※編集協力
- 劇場版MOZU（羽住英一郎 監督/2015年）[2]
- 東海道中膝栗毛/シネマ歌舞伎（浜本正機 監督/2017年）
- JKニンジャガールズ（佐藤源太 監督/2017年）
- ルームロンダリング（片桐健滋 監督/2018年）
- 東京アディオス（大塚恭司 監督/2019年）
- 小さな恋のうた（橋本光二郎 監督/2019年）
- 架空OL日記（住田崇 監督/2020年）
- ブルーヘブンを君に（秦建日子 監督/2020年）
- 太陽は動かない（羽住英一郎 監督/2020年）
- 都会のトム＆ソーヤ（河合勇人 監督/2021年）
- 息ができない（冨樫森 監督/2022年）
- ファンタスマゴリー ザ・ゴーストショー（二階健 監督・編集/2022年）※共同編集
- バイオハザード：デスアイランド（羽住英一郎 監督/2023年）
- ふたりごっこ（冨樫森 監督/2023年）
- ファーストキス 1ST KISS（塚原あゆ子 監督/2025年）

### TVドラマ
- ダブルフェイス 潜入捜査編（羽住英一郎 監督/2010年/TBS）[3]
- ダブルフェイス 偽装警察編（羽住英一郎 監督/2010年/WOWOW）
- 父と息子の男旅（西村了 監督/2012年/日本テレビ）
- 味いちもんめ 2013年スペシャル（羽住英一郎 監督/2013年/テレビ朝日）
- フレネミー ～どぶねずみの街～（大塚恭司、長沼誠、明石広人、岡本充史 監督/2013年/日本テレビ）
- MOZU Season1～百舌の叫ぶ夜～（羽住英一郎 監督/2014年/TBS）
- MOZU Season2～幻の翼～（羽住英一郎 監督/2014年/WOWOW）
- 平成舞祭組男（栗原甚、岡本充史 監督/2015年/日本テレビ）
- MOZUスピンオフ～大杉探偵事務所～美しき標的編（羽住英一郎 監督/2015年/TBS）
- MOZUスピンオフ～大杉探偵事務所～砕かれた過去編（羽住英一郎 監督/2015年/WOWOW）
- 天才バカボン（栗原甚 監督/2016年/日本テレビ）
- 天才バカボン2（栗原甚 監督/2017年/日本テレビ）
- 架空OL日記（住田崇 監督/2017年/読売テレビ）
- フリンジマン（久万真路、二宮崇、中里洋一 監督/2017年/テレビ東京）
- 天才バカボン3（小川通仁 監督/2018年/日本テレビ）
- 電影少女（関和亮、真壁幸記、桑島憲司 監督/2018年/テレビ東京）
- 高嶺の花（大塚恭司、狩山俊輔、岩崎マリエ 監督/2018年/日本テレビ）
- 太陽は動かない -THE ECLIPSE-（羽住英一郎 監督/2020年/WOWOW）
- トップナイフ（大塚恭司、佐久間紀佳、茂山佳則 監督/2020年/日本テレビ）
- 封刃師（藤井道人、曽根隼人 監督/2022年/ABCテレビ）
- パンドラの果実～科学犯罪捜査ファイル～（羽住英一郎 監督/2022年/日本テレビ）
- とりあえずカンパイしませんか?（ふくだももこ、井上康平 監督/2023年/テレビ東京）
- 夫婦が壊れるとき（大塚恭司、長尾くみこ、山元環 監督/2023年/日本テレビ）
- 何曜日に生まれたの（大塚恭司、岩本仁志、松原浩 監督/2023年/朝日放送テレビ）
- パンドラの果実〜科学犯罪捜査ファイル〜 最新章SP（羽住英一郎 監督/2024年/日本テレビ）
- 肝臓を奪われた妻（中前勇児、二宮崇 監督/2024年/日本テレビ系）
- どうか私より不幸でいて下さい（長尾くみこ、仙田晋之 監督/2024年/日本テレビ）

### アニメーション
- ビジネスフィッシュ（住田崇 監督/2019年/TOKYO MX）
- バイオハザード: インフィニット ダークネス（羽住英一郎 監督/2020年/Netflix）[4]

### 配信オリジナル
- 君と僕との約束（三宅喜重、宮崎暁夫 監督/2012年/dTV）
- ラヴコンシェル（2013年/NOTTV）
6週「ラビゾンビ」細川徹 監督
8週「トランクの女」及川拓郎 監督
9週「ヘヴンズコール」宝来忠昭 監督
10週「中は?」ムロツヨシ 監督
- 雨が降ると君は優しい（大塚恭司、松原浩、岩崎マリエ 監督/2017年/Hulu）
- 都会のトム&ソーヤ　ぼくらの砦（吉川祐太 監督/2021年/Abema）
- 死幽学旅行（川上信也 監督/2021年/smash.）
- トークサバイバー!/ドラマパート（河合勇人 監督/2022年/Netflix）
- パンドラの果実～科学犯罪捜査ファイル～Season2（羽住英一郎、長野晋也 監督/2022年/Hulu）
- パンドラの果実～科学犯罪捜査ファイル～Season3（羽住英一郎 監督/2024年/Hulu）

### ショートムービー
- God Only Knows（森淳一 監督/2006年/Webムービー）
- HONDA インサイト“ある日突然グリーンマシーン”（筧昌也 監督/2009年/Webムービー）
- フラレラ -Episode6-（柿本ケンサク 監督/2010年/リレー式ショートムービー）
- Home Away From Home（真壁幸記 監督/2017年）
- siren（三宅伸行 監督/2017年）

### スピンオフドラマ
- 阪急電車-片道15分の奇跡- 征志とユキの物語（宮崎暁夫 監督/2011年/LISMO）
- 嘘喰い-鞍馬蘭子篇/梶隆臣篇-（佐伯竜一 監督/2022年/dTV）
- 初恋の悪魔-4人はリビングで推理する-（塚本連平 監督/2022年/Hulu）

### CM
- ロッテ「グリーンガム」玉緒フレッシュ篇（2014年）
- 富士住建　おかえりなさい篇（2015年）

### ミュージックビデオ
- JUJU「Distance」（源孝志 監督）
- BLUE MOON BOO「Snake」（松﨑巖夫 監督）